# Pardaloberea curvaticeps
Pardaloberea curvaticeps là một loài bọ cánh cứng trong họ Cerambycidae.